# Дені де Ружмон

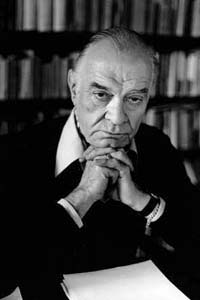
Дені де Ружмон, між 1973 і 1980

Дені де Ружмон (фр. Denis de Rougemont; 8 вересня 1906, Куве, кантон Невшатель, Швейцарія — 6 грудня 1985, Женева, Швейцарія) — швейцарський письменник, філософ і громадський діяч. Лауреат премії Шиллера (1982). 

## Біографія
Син пастора, предки отримали дворянство у 1784 році. Навчався у Невшательському університеті, прослухав курс психології та брав участь у семінарі Жана Піаже. 1930 року переїхав до Парижа, зав'язав тісні стосунки з представниками релігійного екзистенціалізму (Г. Марсель ) і християнського персоналізму (Е. Муньє), активно співпрацював із журналом останнього «Еспрі», із журналом Ж. Полана «Нувель ревю франсез». Переклав праці Лютера, «догматики» К. Барта.  Разом з однодумцями —  "нонконформістами тридцятих" —  відкидав як ідеологію Гітлера, так і Сталіна. 

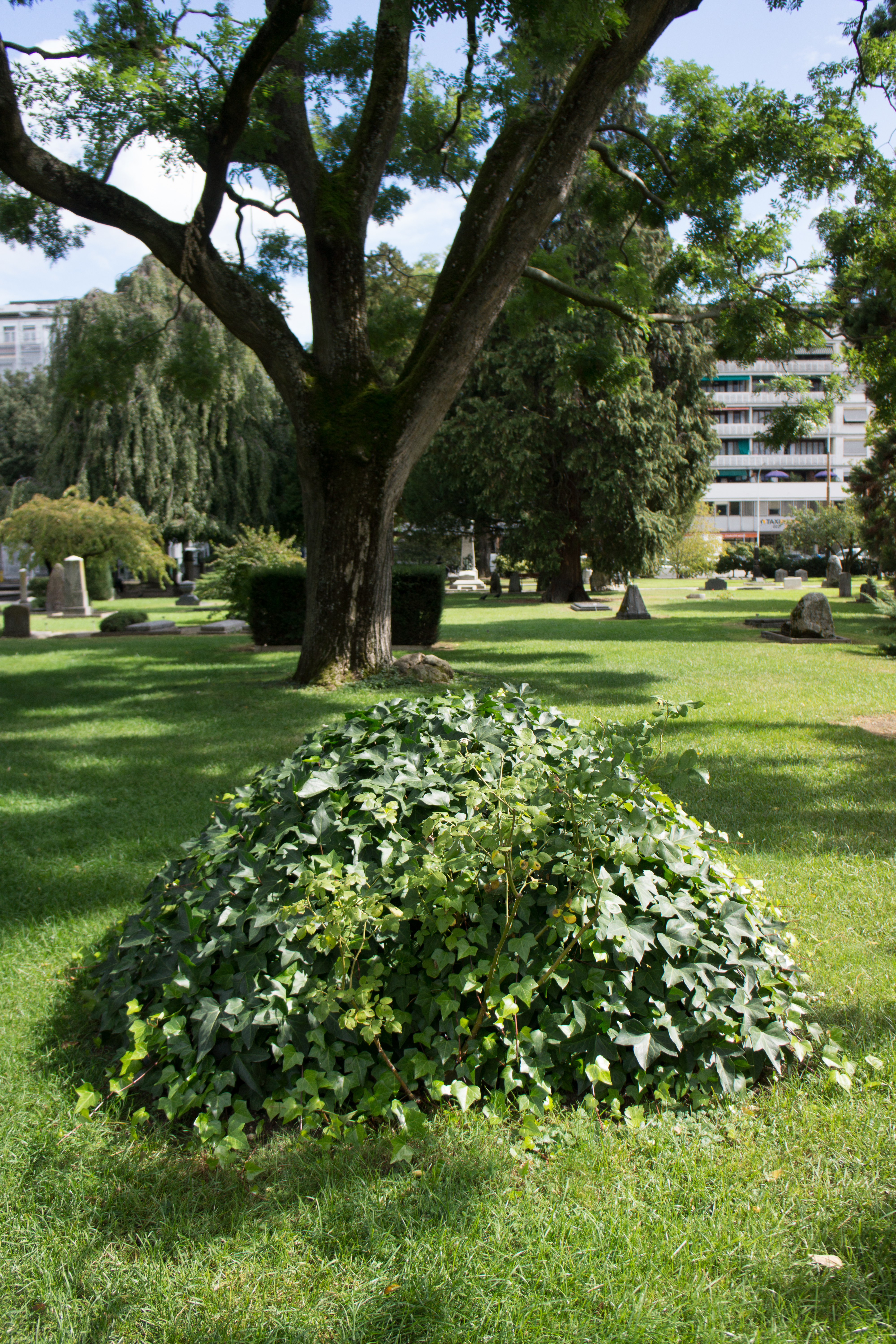
Могила Дені де Ружмона на Цвинтарі Королів у Женеві

На початку Другої світової війни брав участь у русі швейцарського Опору. 1940 року переїхав до США. Під час подорожі в Аргентину зійшовся з колом письменниці Вікторії Окампо, познайомився з Борхесом. У США зустрічався з Сен-Жон Персом, М. Дюшаном, А. Бретоном, М. Ернстом, А. Массоном, Б. Мартіну, В. Г. Оденом та ін. 
1946 року опублікував у Нью-Йорку «Листи про атомну бомбу» і повернувся до Європи. У боротьбі з уявленням про мистецтво як вираження класової боротьби став одним з організаторів у 1950 році Конгресу за свободу культури, очолив його у 1952 і займав цей пост до 1966 року. Відстоював принципи європейського федералізму, рівноправного і зацікавленого діалогу культур, активно брав участь у антивоєнному і екологічному русі.

## Творчість
Найвідоміша книга Ружмона «Любов і Західний світ» (1939), в якій європейський гуманізм поєднується з ідеєю християнської любові та міфом про Трістана та Ізольду. Моральна філософія Ружмона розвиває основні принципи персоналізму, у політичній філософії він розробляв ідеї єдиної Європи.

## Вибрані праці
- Le Paysan du Danube / Дунайський селянин ( 1932, дорожні нариси 1926 — 1930, перевид. 1982)
- Politique de la Personne / Політика особистості (1934, зб. есеїв, розшир. вид. 1946)
- Penser avec les Mains / Думати руками (1936, есеї, первид. 1945, 1972)
- Journal d'un Intellectuel en chômage / Щоденник безробітного інтелектуала (1937, перевид. 1945, 1995)
- Journal d'Allemagne / Німецький щоденник (1938)
- L'Amour et l'Occident / Любов і Західний світ ( 1939, кінц. вид. 1972)
- Nicolas de Flue / Миколай із Флю (1939, лібрето для ораторії А. Онеґґера про католицького святого XV ст.)
- La Part du Diable / Частка диявола (1942 , морально-релігійний трактат, перевид. 1944, 1945, 1946, 1982)
- Journal des deux Mondes / Щоденник Старого і Нового Світу (1946, щоденник 1939 — 1946)
- Personnes du Drame / Учасники драми (1947, есей про Лютера, Гете, німецьких романтиків, К'єркегора, Кафку і націонал-соціалізм, перевид. 1945, 1946)
- L'Europe en jeu / На кону Європа (1948 )
- L'Aventure occidentale de l'Homme / Перипетії людини в Західному світі (1957, перевид. 1972)
- Vingt-huit siècles d'Europe (1961, перевид. 1990)
- La Suisse ou l'Histoire d'un Peuple heureux / Швейцарія, або Історія щасливого народу (1965)
- Les Mythes de l'Amour / Міфи про кохання (1972, розвиток книги «Любов і Західний світ»)

## Зведені видання
- Ecrits sur l'Europe / Edition établie et présentée par Christophe Calame. 2 volumes.  Paris   : La Différence, 1994